# БРЕМ-4

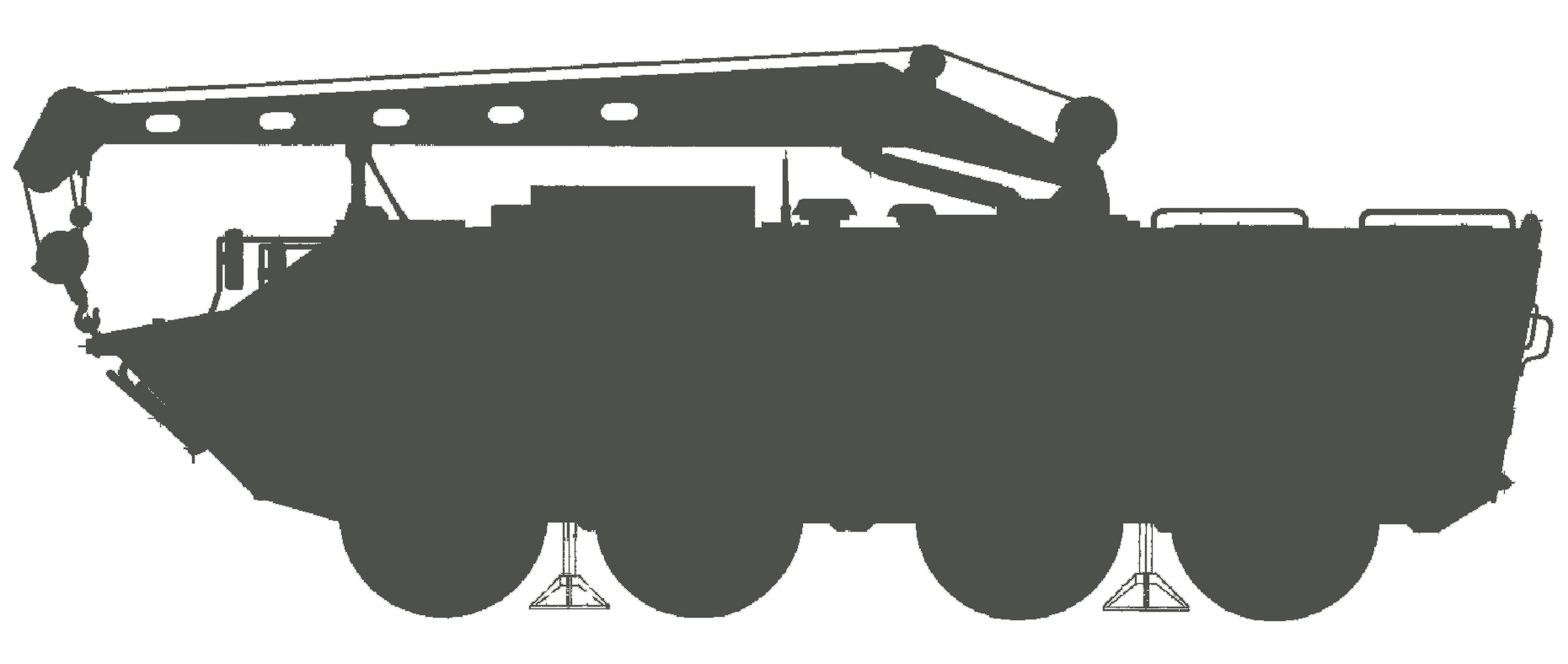
БРЕМ-4К (Силует)

БРЕМ-4 — броньована ремонтно-евакуаційна машина призначена для евакуації застряглої і пошкодженої техніки (БТР, БМП, БМД, тощо), у тому числі і з-під вогню противника. Створена на базі бронетранспортера БТР-4. Забезпечує необхідний ремонт і технічне обслуговування в польових умовах.

## Призначення
З її допомогою вирішуються такі завдання:
- ведення технічної розвідки на полі бою вдень і вночі;
- буксирування несправних і пошкоджених зразків бронетанкової техніки в найближчі укриття і на збірні пункти пошкоджених машин (ЗППМ);
- запуск двигунів обслуговуваних машин електричним і пневматичним способами;
- надання допомоги екіпажам в проведенні поточного ремонту;
- проведення вантажопідйомних робіт;
- витягування одиниць бронетанкової техніки, які застрягли і затонули, при всіх видах застрягання;
- форсування водних перешкод по дну;
- виконання зварювально-ріжучих робіт;
- виконання землерийних робіт при обладнанні ЗППМ, під'їздів та з'їздів, самоокопування та інше.

## Улаштування
БРЕМ-4 створено ХКБМ імені О. О. Морозова на базі українського бронетранспортера БТР-4 на колісному шасі і може включати таке спеціальне обладнання: тягові лебідки (з тяговим зусиллям на тросі до 6,8 т), вантажопідйомний пристрій (кран вантажопідйомністю до 3 т), зварювальне обладнання (з силою струму до 350А), буксировочні засоби та інше. Для самооборони — кулемет.

## Технічні характеристики
- Маса, кг 19000-21000
- екіпаж 4 чол. (командир машини, водій, такелажник, зварювальник)
- Двигун 3ТД-3А потужністю 500 к.с. (368 кВт)
- КПП автоматична планетарного типу
- Тип двигуна додаткової силової установки — 2ДТ-АВ[2]
- Довжина, мм 8200
- Дорожній просвіт, мм 475
- Максимальна швидкість по шосе, км/год 100
- Швидкість пересування по воді, км/год 8-10
- Запас ходу по шосе, км 700[3]

## Модифікації
- БРЕМ-4К — броньована ремонтно-евакуаційна машина виготовлена для поставки в Ірак.
- БРЕМ-4РМ — броньована ремонтно-евакуаційна машина.

## Оператори
- Україна:
  - Збройні Сили України;
- Ірак:
  - Збройні Сили Іраку;